# Пол Мак-Джилліон
Пол Мак-Джилліон (англ. Paul McGillion; * 5 січня 1969) — канадський актор, відомий за ролю доктора Карсона Беккета в телесеріалі Зоряна брама: Атлантида.

## Біографія
Народився в Пейслі, Шотландія. Через два роки його родина переїхала до Канади. У віці 11 років разом із батьками повернувся до Шотландії, але лише на 3 роки, доки батько працював на Шотландських нафтових платформах. В родині він шоста дитина із семи.
1998-1999 рр. навчався у Ванкуверській акторській школі.

## Кар'єра
В 2004 році був взятий на роль доктора Карсона Беккета в телесеріал Зоряна брама: Атлантида. Спочатку це була другорядна роль, але в першому сезоні персонаж настільки сподобався, що ввійшов до основного касту подальших сезонів. Мак-Джилліон також грає роль молодого Ернеста Літтлфілда в Зоряній брамі: SG-1 в серії «Муки Тантала».
Пол був залучений для озвучення ролі Монтгомері Скотта у 11 фільмі блокбастера Star Trek (режисер Джей Джей Абрамс) і запрошеним актором у фінал серіалу 24, Сезон 7 як Др. Левінсон.

## Фільмографія
- 1995: Убивця, що плаче — детектив
- 1997: Зоряна брама: SG-1 — молодий Ернест Літлефільд
- 1998: Sploosh — Анґус
- 1998: Sentinel — Боз Тейт (сезон 3, серія 18).
- 1999: Viper — Джон Кейн
- 2001: Любов і зрада (англ. Love and Treason) — Річард Кейт
- 2001: NTSB: The Crash of Flight 323 — Джо
- 2001: Реплікант — Капітан
- 2003: Самотній Джо
- 2003: Подивись на політ Грейс англ. See Grace Fly — Домінік Маккінлі
- 2004: Джек — Боб
- 2004—2009: Зоряна брама: Атлантида — Карсон Бекет
- 2005: Угода (англ. The Deal (2005 film)) — Річард Кестер
- 2006: Собачий сніданок — Раян
- 2007: Жахи Лох-Несса — Майкл Мерфі
- 2008: Me, Mom, Dad, and Her — Бен
- 2009: Зоряний шлях (фільм) — Барракс Лідер
- 2009: 24 — Левінсон
- 2009: Притулок — Терренс Вексфорд
- 2012: Якось у казці — Чирвовий валет
- 2018: Метелик — Блейк Джонс
- 2018: Флеш — Ерол Кокс
- 2018: Опівнічне сонце — Блейк Джонс
- 2021: Провулок Світлячків — Бад